# Rhodiatoce
La société Rhodiatoce S.p.A. fut une entreprise italienne spécialisée dans la production des fibres textiles artificielles.

## Histoire

### Origines
La société a été créée en 1928 sous la forme d'une société commune (en anglais joint-venture), entre les groupes italien Montecatini et français Rhône-Poulenc sous le nom de Rhodiaseta S.p.A. La même année fut lancée la construction du site de production de Pallanza pour la production et le filage de la rayonne à partir d'acétate de cellulose.
En 1924, le groupe Montecatini avait pris le contrôle de la Società Elettrochimica del Toce dont le siège social était implanté à Villadossola, qui produisait l'acide acétique, intermédiaire fondamental pour la production dans l'usine voisine de Pallanza, de l'acétate de cellulose. Dans son usine de Novare, Montecatini produisait le nylon 6,6 et tous ses intermédiaires, l'acide adipique et l'hexaméthylènediamine. 
La législation de l'époque empêcha d'utiliser le mot seta (soie) pour désigner des produits autres que la soie naturelle. Rhodiaseta S.p.A. se muta en Rhodiaceta S.p.A. En 1951, la fusion entre la Società Elettrochimica del Toce, contrôlée à 100 % par le groupe Montecatini, et Rhodiaceta S.p.A. fit encore changer la raison sociale, en Rhodiatoce S.p.A.

### Nylon, Vinavil et Terital
Au lendemain de la Seconde Guerre mondiale, la principale production et la plus connue sera le nylon 6,6 avec la marque Nylon Rhodiatoce, produit sur le site de Pallanza, le plus important site italien, et exclusivement sur ce site jusqu'à l'expiration des brevets. Ce n'est qu'ensuite que la production a débuté sur le site de Villadossola, qui produira également les fibres pour collants sous la marque Vinavil-Rhodiatoce.
Une autre production importante concerne les fibres polyester, vendues sous la marque Terital-Rhodiatoce et fabriquées sur le site de Casoria. La société défendit vigoureusement durant des années la marque Terital,  considérant son polyester comme un produit de haute qualité, et elle y incorporera un fil de reconnaissance pour le distinguer des autres fibres polyester.

### Groupe Montedison et Montefibre S.p.A.
En 1966, le groupe Montecatini fusionne avec Edison S.p.A.. Ils qui forment ainsi le groupe Montedison. Rhône-Poulenc cède ses participations dans Rhodiaceta S.p.A. Rhodiatoce et tous ses brevets étant tombés, en 1972 la société Rhodiatoce, détenue à 100 % par Montedison, est regroupée avec la société Polymer S.p.A. dans Châtillon S.p.A. qui changea de raison sociale pour devenir Montefibre, société créée par Montedison pour regrouper toutes les sociétés du secteur fibres du groupe[pas clair].

## Source
- (it) Cet article est partiellement ou en totalité issu de l’article de Wikipédia en italien intitulé « Rhodiatoce » (voir la liste des auteurs).

## Filmographie
- (it) Collettivo di studenti e operai di Verbania (Collectif d'étudiants et ouvriers de Verbania), Lotte alla Rhodiatoce di Pallanza (Luttes à la Rhodiatoce de Pallanza), film documentaire, 25 min, 1969.